# Кенвуд (Оклахома)
Кенвуд (енгл. Kenwood) насељено је место без административног статуса у америчкој савезној држави Оклахома.

## Демографија
По попису из 2010. године број становника је 1.224.
| Група             | 2000.    | 2010.       |
| Белци             | 0 (0,0%) | 347 (28,3%) |
| Афроамериканци    | 0 (0,0%) | 0 (0,0%)    |
| Азијати           | 0 (0,0%) | 6 (0,5%)    |
| Хиспаноамериканци | 0 (0,0%) | 19 (1,6%)   |
| Укупно            | 0        | 1.224       |